# カップヌードル欧風チーズカレー

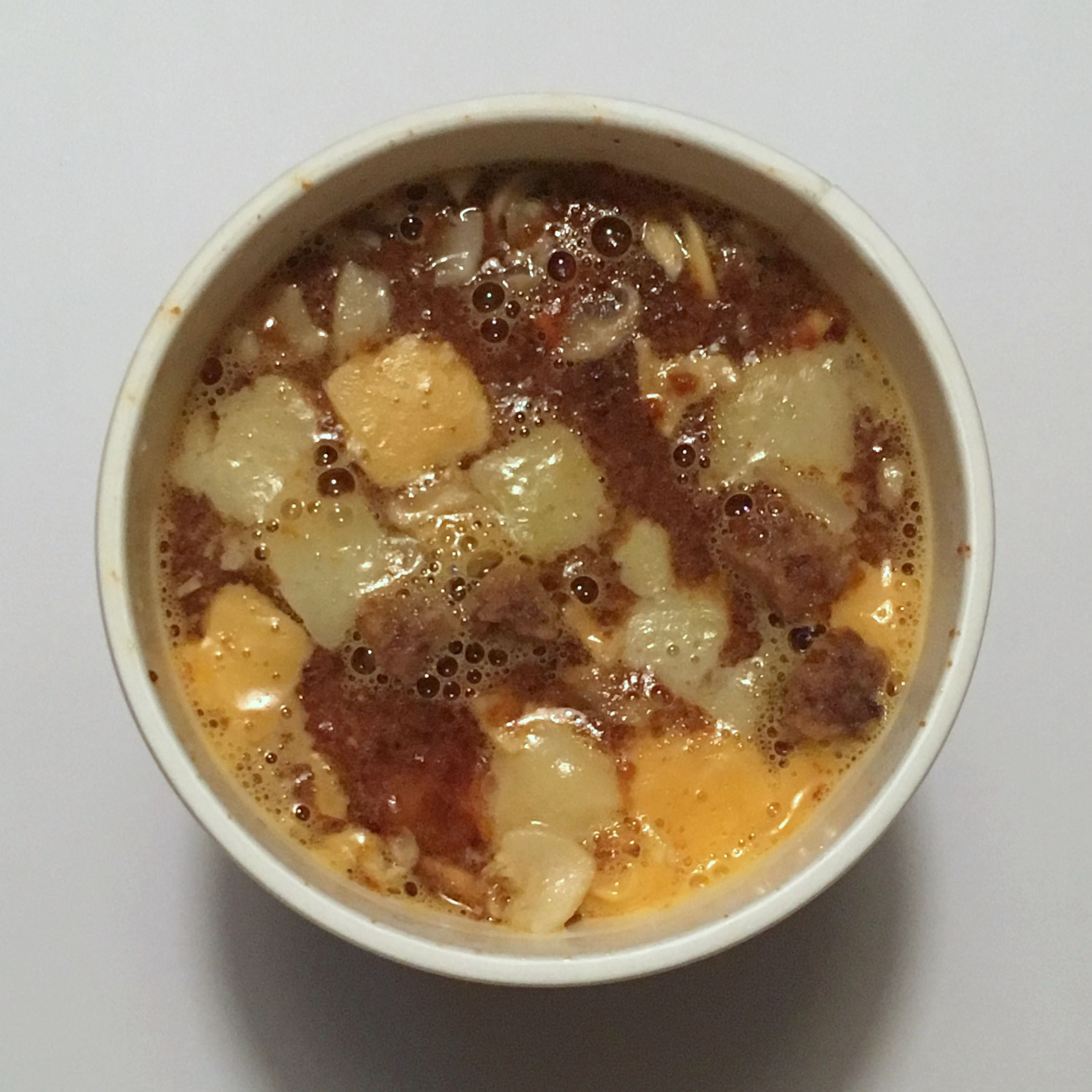

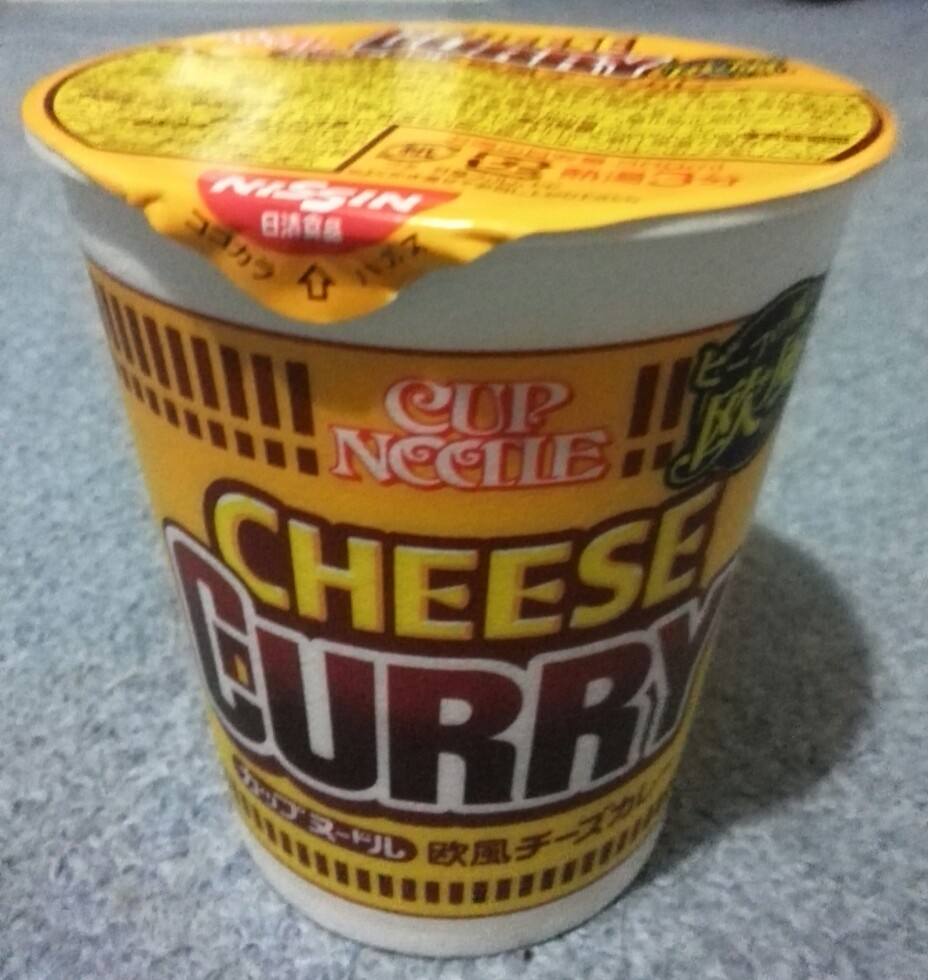
カップヌードル 欧風チーズカレー

カップヌードル欧風チーズカレー（カップヌードルおうふうチーズカレー）は、日清食品の商品「カップヌードル」の種類。通称「チーズカレーヌードル」。

## 概要
- 2000年4月に「カップヌードル チーズカレー」として発売され、2001年3月、2002年3月と1年ごとに発売を重ねていたが、2003年4月発売品より名称に「欧風」を追加した「カップヌードル 欧風チーズカレー」に変更し、具材を充実化した上でリニューアル新発売。パッケージも新しいデザインに変えられた。その後も2014年4月、2021年3月発売品でリニューアルを重ねたのち、2024年6月発売品より既存の「カップヌードル 味噌」「カップヌードル ねぎ塩」「カップヌードル 辛麺」「カップヌードル 担担」と共に『クセになる旨さ カップヌードル』シリーズの商品として編入されることとなった。
- 具材には、チェダーチーズ、モッツァレラチーズを使用。麺には、ゴーダチーズ、スープにはエメンタールチーズと、4種類のチーズを使用し、濃厚な口あたりを生み出している。また、その感覚と、デミグラスをベースにしたカレースープのなめらかさが絶妙な味を生み出している。
- 具には、豚肉・ニンジン・マッシュルームを使用し、いかにも欧風という味を作っている。
- コマーシャルには「チーズ星人」というキャラクターを使用し、関連商品のコマーシャルにも出演している。

## 標準栄養成分
- エネルギー 419kcal
- 蛋白質 10.4g
- 脂質 20.7g
- 炭水化物 47.8g
- ナトリウム 1.9g
- ビタミンB1 0.65mg
- ビタミンB2 0.36mg
- カルシウム 141mg
- (レギュラーサイズ1食85g当たり)

## ラインナップ
- Regular